# Saba Bolaghi
Saba Arash Javad Bolaghi (* 22. April 1989 in Frankfurt am Main) ist ein deutscher Ringer. Er gewann bei der Junioren-Weltmeisterschaft 2009 und bei der Europameisterschaft 2011 jeweils eine Bronzemedaille im freien Stil im Leichtgewicht. 2011 wurde er zu Deutschlands Ringer des Jahres gewählt.

## Werdegang
Saba Bolaghi ist der Sohn von Ahmed Bolaghi, einem Iraner, der 1979 aus dem Iran nach Deutschland flüchtete. Er begann im Alter von sieben Jahren 1996 beim KSV Neu-Isenburg mit dem Ringen, wobei sein Vater sein erster Trainer war. Im Laufe seiner Entwicklung wechselte er zum ASV Griesheim und mit 18 Jahren zur RWG Mömbris/Königshofen, einem Bundesligaverein. Weitere Trainer, denen er viel zu verdanken hat, waren bzw. sind Gerhard Weisenberger und Alexander Leipold. Saba Bolaghi nahm nach seinem Abitur ein Studium der Sportwissenschaften und Pädagogik auf.
Die sportliche Karriere von Saba Bolaghi, der nur im freien Stil ringt, kam so richtig erst nach seinem Wechsel zur RWG Mömbris-Königshofen in Gang. Im Jahre 2008 wurde er deutscher Juniorenmeister im Leichtgewicht und belegte im gleichen Jahr bei den Senioren hinter Felix Menzel vom 1. Luckenwalder SC den 2. Platz. 2009 wurde er wieder deutscher Juniorenmeister, bei den Senioren war er in diesem Jahr nicht am Start. 2010 wurde er bei den Senioren hinter Felix Menzel wieder Vizemeister und 2011 wurde er erstmals deutscher Meister im Leichtgewicht vor Martin Daum vom KSV Seeheim und Samet Dülger vom KSK Konkordia Neuss.
Die internationale Ringerlaufbahn von Saba Bolaghi begann ebenfalls im Jahre 2008, wobei er sich noch mit Mittelplätzen begnügen musste. Bei der Junioren-Europameisterschaft 2008 (Juniors) in Košice kam er nach einer Niederlage gegen Ewgeni Nedealco aus Moldawien auf den 12. Platz und bei der Junioren-Weltmeisterschaft 2008 in Istanbul belegte er nach einem Sieg über Abdo Omar aus Ägypten und einer Niederlage gegen Kim Jun-chul aus Südkorea den 16. Platz. 2009 verbesserte er sich bei der Junioren-Europameisterschaft (Juniors) in Tiflis im Leichtgewicht schon auf den 7. Platz. Dabei gelangen ihm Siege über Balint Molnar aus Ungarn und Khachatrjan aus Armenien, während er gegen Mohamed Demir aus der Türkei verlor.
Der erste große Erfolg auf der internationalen Ringermatte gelang ihm dann 2009 bei der Junioren-Weltmeisterschaft (Juniors) in Ankara. Im Leichtgewicht kam er dort zu Siegen über Antoine Bonin, Frankreich, Ewgeni Nedealco, Robert Olle aus der Slowakei und Anton Afanasjew aus Belarus, den er im Kampf um die WM-Bronzemedaille besiegte. Vorher hatte er im Halbfinale gegen Jabrail Hasanow aus Aserbaidschan verloren. Der deutsche Ringerbund setzte Saba Bolaghi dann 2009 auch schon bei der Weltmeisterschaft der Senioren in Herning/Dänemark ein. Dort gewann er über den Chinesen Chengde Shan, schied aber anschließend nach einer Niederlage gegen Mohamed Ilkkam aus der Türkei aus und belegte den 17. Platz.
2010 war er bei der Europameisterschaft in Baku am Start. Er verlor dort in seinem ersten Kampf gegen Wladimir Gostjan aus Moldawien nach hartem Kampf mit 1:2 Runden bei 5:8 Punkten. Aufgrund dieses knappen Ergebnisses erreichte er in Baku noch den 9. Platz. Bestens vorbereitet startete er dann als frischgebackener deutscher Meister bei der Europameisterschaft 2011 in Dortmund. Er besiegte dort Manuel Ortiz Franco aus Spanien, Adam Sobieraj aus Polen und Koba Kaskaladse aus Georgien, ehe er im Halbfinale gegen Jabrail Hasanow unterlag. Im Kampf um die EM-Bronzemedaille besiegte er schließlich den erfahrenen Gergő Wöller aus Ungarn.
2013 gab er bekannt, zukünftig an Kämpfen der Mixed Martial Arts (MMA) teilzunehmen. Er gehört dem Trainerteam von MMA Spirit aus Frankfurt am Main an. Bolaghi will aber weiterhin in der Ringer-Bundesliga für die RWG Mömbris/Königshofen antreten.

## Internationale Erfolge
| Jahr | Platz | Wettbewerb                                          | Gewichtsklasse | Ergebnis |
| ---- | ----- | --------------------------------------------------- | -------------- | --- |
| 2008 | 1.    | Intern. Fila-Junioren-Turnier in Wolfurt/Österreich | bis 69 kg KG   | nach Siegen über David Sefirodou, Deutschland, Patte, Frankreich, Frederic Koch und Lukas Fecher, beide Deutschland                                                        |
| 2008 | 1.    | Intern. Fila-Junioren-Turnier in Luckenwalde        | Leicht         | vor Lukas Fecher und Marco Dürrmeier, beide Deutschland |
| 2008 | 12.   | Junioren-EM (Juniors) in Košice                     | Leicht         | nach einer Niederlage gegen Ewgeni Nedealco, Moldawien (Sieger: Ender Coskun, Türkei vor David Safarjan, Russland)                                                         |
| 2008 | 16.   | Junioren-WM (Juniors) in Istanbul                   | Leicht         | nach einem Sieg über Abdo Omar, Ägypten und einer Niederlage gegen Kim Jun-chul, Südkorea (Sieger: Gadschijew, Russland vor Jabrail Hasanow, Aserbaidschan)                |
| 2009 | 1.    | Intern. Junioren-Turnier in Bratislava              | Leicht         | vor Balint Molnar, Ungarn, Philipp Creparz, Österreich u. Simon Pilzweger, Deutschland                                                                                     |
| 2009 | 1.    | Intern. Junioren-Turnier in Martigny/Schweiz        | Leicht         | nach Siegen über Odchelidse, Frankreich u. Philipp Creparz |
| 2009 | 7.    | Junioren-EM (Juniors) in Tiflis                     | Leicht         | nach Siegen über Balint Molnar u. Khachatrjan, Armenien (Sieger: Goga Chuchua, Georgien vor Gamid Dschalulow, Russland)                                                    |
| 2009 | 3.    | Junioren-WM (Juniors) in Ankara                     | Leicht         | nach Siegen über Antoine Bonin, Frankreich, Ewgeni Nedealco und Robert Olle, Slowakei, einer Niederlage gegen Jabrail Hasanow und einem Sieg über Anton Afanasjew, Belarus |
| 2009 | 2.    | Intern. Turnier in Pitești                          | Leicht         | nach Siegen über Piroddo, Italien, Bolat, Türkei und Daniluc, Rumänien und einer Niederlage gegen Gergő Wöller, Ungarn                                                     |
| 2009 | 17.   | WM in Herning/Dänemark                              | Leicht         | nach einem Sieg über Chengde Shan, China und einer Niederlage gegen Mohamed Ilkkam, Türkei                                                                                 |
| 2010 | 9.    | EM in Baku                                          | Leicht         | nach einer Niederlage gegen Wladimir Gostjan, Moldawien (1:2 Runden, 5:8 Punkte)                                                                                           |
| 2010 | 3.    | Grosser Preis von Deutschland in Dortmund           | Leicht         | hinter Martin Daum und Sasscha Büchner, vor Simon Pilzweger, alle Deutschland und Christophe Guy Alain Clarier, Frankreich                                                 |
| 2011 | 3.    | EM in Dortmund                                      | Leicht         | nach Siegen über Manuel Ortiz Franco, Spanien, Adam Sobieraj, Polen und Koba Kaskaladse, Georgien, einer Niederlage gegen Jabrail Hasanow und einem Sieg über Gergő Wöller |

## Deutsche Meisterschaften
| Jahr | Platz | Altersgruppe | Gewichtskl. | Ergebnis                                                                                            |
| ---- | ----- | ------------ | ----------- | --------------------------------------------------------------------------------------------------- |
| 2007 | 8.    | Junioren     | Leicht      | Sieger: Martin Daum, KSV Seeheim vor Felix Menzel, 1. Luckenwalder SC                               |
| 2008 | 1.    | Junioren     | Leicht      | vor Frederic Koch, Berghausen, Lukas Fecher, AC Goldbach und Sebastian Christoffel, KSC Niedernberg |
| 2008 | 2.    | Senioren     | Leicht      | hinter Felix Menzel, vor Martin Daum und Steffen Lübke, PSV Rostock                                 |
| 2009 | 1.    | Junioren     | Leicht      | vor Philipp Große, TSV Benningen und Simon Pilzweger, AC Goldbach                                   |
| 2010 | 2.    | Senioren     | Leicht      | hinter Felix Menzel, vor Martin Daum und Sascha Büchner, AC Goldbach                                |
| 2011 | 1.    | Senioren     | Leicht      | vor Martin Daum, Samet Dülger, KSK Konkordia Neuss und Marcel Fornoff, TSV Gailbach                 |

Erläuterungen
- alle Wettbewerbe im freien Stil
- WM = Weltmeisterschaft, EM = Europameisterschaft
- Leichtgewicht, Gewichtsklasse bis 66 kg Körpergewicht

## MMA-Statistik
| Ergebnis   | Profi-Rekord | Gegner                                | Datum             | Veranstaltung                                      | Methode                                                                  | Runde | Zeit |
| ---------- | ------------ | ------------------------------------- | ----------------- | -------------------------------------------------- | ------------------------------------------------------------------------ | ----- | ---- |
| Sieg       | 1-0          | Islam Sizbulatov                      | 26. April 2014    | Tempel Fight School – Mix Fight Gala 15            | Aufgabe (Rear-Naked Choke)                                               | 1     | 1:55 |
| No Contest | 1-0-1        | Zulfikar Usmanov                      | 15. August 2014   | M-1 Challenge 50 – Battle of Neva                  | Punktentscheidung (einstimmig – Unentschieden)                           | 2     | 5:00 |
| Sieg       | 2-0-1        | Nicolae Negrea                        | 4. Oktober 2014   | Tempel Fight School – Mix Fight Gala 16            | Aufgabe (Rear-Naked Choke)                                               | 1     | 3:22 |
| Sieg       | 3-0-1        | Giuseppe Correra                      | 29. November 2014 | MMA Bundesliga – It’s Lanna Time 2                 | Aufgabe (Arm-Triangle Choke)                                             | 3     | 1:49 |
| Sieg       | 4-0-1        | Martin Hink                           | 28. März 2015     | Fair FC 3 – Fair Fighting Championship 3           | Punktentscheidung (einstimmig)                                           | 3     | 5:00 |
| Sieg       | 5-0-1        | Vugar Bakhshiev                       | 7. November 2015  | GMC 7                                              | TKO (Aufgabe)                                                            | 2     | 5:00 |
| Sieg       | 6-0-1        | Jean Felipe „Tche“ Prestes Dos Santos | 12. März 2016     | Fair FC – Top Ten Champions                        | Punktentscheidung (einstimmig)                                           | 3     | 5:00 |
| Niederlage | 7-1-1        | Lom-Ali „Leon“ Eskijew                | 19. November 2016 | GMC 9                                              | Punktentscheidung (einstimmig)                                           | 5     | 5:00 |
| Sieg       | 8-1-1        | „El Skeletto“ Benjamin Brander        | 11. März 2017     | Superior FC 16 – Superior Fighting Championship 16 | Aufgabe (Rear-Naked Choke)                                               | 1     | 4:56 |
| Sieg       | 9-1-1        | Nicolae Valentin-Dragos               | 10. März 2018     | Big Game 2 – Finest MMA & Kickboxing Gala          | TKO (Schläge)                                                            | 1     | 3:12 |
| Sieg       | 10-1-1       | Azizbek „Aziz“ Satybaldiev            | 24. Mai 2018      | M-1 Challenge 92 – Kharitonov vs. Vyazigin         | Disqualifikation (Tritt gegen den Kopf eines am Boden liegenden Gegners) | 2     | 3:35 |